# Inversió musical
Una inversió musical és un procés de transformació que afecta a l'altura d'allò que es veu afectat per aquest procés. La inversió es pot referir:
- a un interval musical
- a un acord
- a una melodia.

## Inversió d'un interval
La inversió d'un interval és el desplaçament d'una de les dues notes que l'integren, a una nota d'igual nom, a una octava de distància, en la direcció d'aproximar-se a l'altra nota. És a dir: apujant una octava el so més greu o abaixant el mateix interval el més agut; en ambdós casos l'altre so es manté.
Així, per exemple, la inversió de l'interval format per les notes do3 - sol3 seria o bé sol2 - do3 (producte d'abaixar una octava el so més agut) o bé sol3 - do4 (resultat d'apujar el so greu).
L'interval resultant de la inversió d'un interval s'anomena 'interval complementari' del primer, pel fet que entre ambdós sumen una octava, interval considerat 'principal'.
El resultat de sumar la xifra que representa el primer interval i la xifra que representa el segon sempre és 9. En l'exemple anterior, el primer interval és una 5a i el seu complementari una 4a. Així, doncs, 5+ 4 = 9.
L'interval resultant de la inversió d'un interval major és un interval menor, i a la inversa. El resultat d'invertir-ne un d'augmentat és un de disminuït; i també viceversa. I si invertim un interval just, el seu complementari també és just.

## Inversió d'un acord

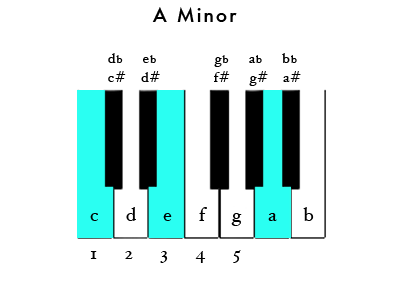
Acord de la menor en primera inversió
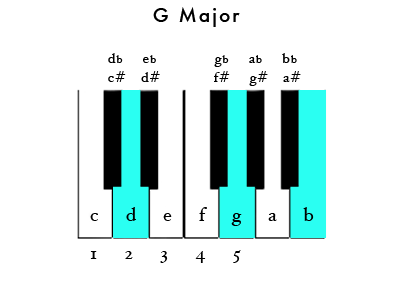
Acord de sol major en segona inversió
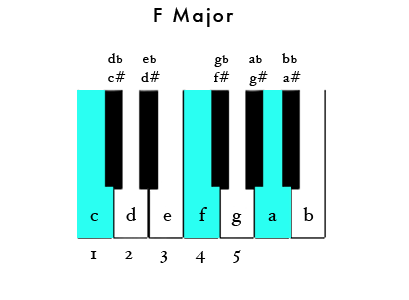
Acord de fa major en segona inversió
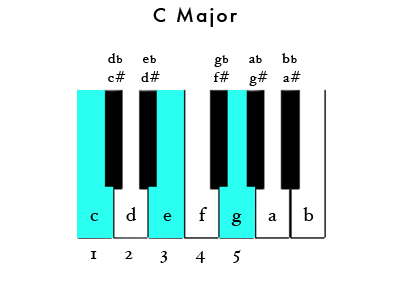
Acord de do major en estat fonamental

Acord de do major en estat fonamental, en primera inversió i en segona inversió

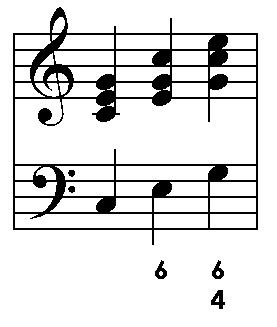
Una altra representació d'aquest, en la forma habitual en els baixos xifrats

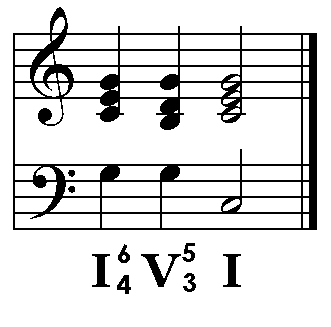
Cadència perfecta en to de do M.: un acord de do M. en 2a inversió (amb intervals de 6a i de 4a, tal com senyala el xifrat 6/4) és seguit d'un acord de sol M. (cinquè grau o dominant) en estat fonamental (intervals de 5a i 3a, reflectit al xifrat 5/3) i acord de tònica o 1r grau (do major, en estat fonamental

És el procés de desplaçar a una octava diferent alguns o algunes de les notes que constitueixen un acord. D'això en resulta un acord en el qual la nota més greu no és la seva fonamental; cadascuna de les formes o 'estats' que adopta l'acord en aquest cas s'anomena inversió.
Si la nota més greu de l'acord és la nota fonamental, hom diu que l'acord està en 'estat fonamental', i no està afectat per cap inversió. Si la segona nota de l'acord (la que es troba a distància tercera de la fonamental) és la que ocupa la posició més greu, es diu que l'acord està en 'primera inversió'. I si la més greu és la tercera nota de l'acord (a una quinta de la fonamental) l'acord es troba en 'segona inversió'.
Això pel que fa als acords tríades. En el cas dels acords quatríades o de sèptima, aquests admeten una 'tercera inversió': la que es genera en disposar la sèptima de l'acord com a so més greu.
Mentre que en l'acord en estat fonamental els intervals que s'hi formen són els de 3a i de 5a, en la primera inversió són de 6a i 3a, i en el de 2a inversió, els de 6a i 4a.
L'harmonia clàssica sempre ha considerat de gran importància aquesta qüestió atès que invertir un acord en modifica sensiblement no sols la sonoritat sinó les condicions i possibilitats d'incardinar-lo en una determinada seqüència harmònica, al mateix temps que suposa una manera d'enriquir i variar l'harmonia del discurs musical.
La segona inversió de l'acord de dominant en una cadència és de summa importància i ha estat sotmès a diversitat d'anàlisis amb resultats diversos com es pot comprovar a la partitura següent:

## Inversió d'una melodia
La inversió -igual que la retrogradació- és una tècnica de composició musical que permet crear una melodia derivant-la d'una altra, i que consisteix a llegir-la o interpretar-la girant-la segons un eix de simetria horitzontal, imaginar que es pot posar en qualsevol lloc del pentagrama. Així, en clau de sol, si disposem l'eix de simetria al centre, a la tercera línia, al si, la inversió del do4 és el la3, i la del mi3 és el fa4. De manera semblant, un interval de tercera menor descendent, en la inversió es converteix en una de tercera menor ascendent.
L'aplicació d'aquesta tècnica és especialment important en el contrapunt, quan es fan sonar ambdues melodies -l'original i la seva inversió- combinades, ja sigui en un cànon, en una fuga o en algun altres tipus de composició polifònica imitativa, perquè s'entén que la inversió és una imitació de la melodia original, malgrat que molt sovint l'orella no ho capti així, fet que li dona un valor afegit.
Aquesta tècnica va ser especialment emprada en l'època de màxima esplendor del contrapunt, i sobretot pels compositors que mostraren més mestratge i voluntat contrapuntística, entre els segles xv i xviii, i va ser recuperada l'any 1923 per Arnold Schönberg en el seu mètode de composició anomenat dodecafonisme com una tècnica molt més essencial i important del que ho havia estat en el contrapunt clàssic.
A continuació hi ha una sèrie dodecafònica:
I aquesta és la seva inversió (la sèrie anterior, llegida com si giréssim el pentagrama de cap per avall, posant l'eix de simetria a la tercera línia, la del si)